# Interharmoniczna
Interharmoniczna (ang. interharmonic component) – składowa przebiegu czasowego o częstotliwości niebędącej całkowitą krotnością  częstotliwości harmonicznej podstawowej.

## Źródła interharmonicznych
Interharmoniczne prądów i napięć mogą pojawiać się jako częstotliwości dyskretne lub jako szerokopasmowe spektrum. Źródłami powstawania interharmonicznych są szybkie zmiany prądu w urządzeniach i instalacjach, które mogą być także źródłem wahań napięcia. Zaburzenia te są generowane w stanach nieustalonych przez odbiorniki pracujące w sposób ciągły lub krótkotrwale oraz wskutek amplitudowej modulacji prądów i napięć. 
Źródłem interharmonicznych mogą być również procesy asynchroniczne łączenia elementów półprzewodnikowych w przekształtnikach statycznych.

Główne źródła generacji interharmonicznych:
- urządzenia łukowe;
- napędy statyczne o zmiennym obciążeniu;
- przekształtniki statyczne, w tym szczególnie bezpośrednie i pośrednie statyczne przemienniki częstotliwości;
- oscylacje powstające w procesach łączeniowych kondensatorów i transformatorów.

Główną przyczyną powstawania interharmonicznych w pracujących silnikach są żłobki w magnetowodzie stojana i wirnika. Zauważa się ich wzrost przy nasyceniu obwodu magnetycznego. Źródłem interharmonicznych generowanych przez silniki może być także naturalna asymetria obwodu magnetycznego silnika. Natomiast szybkie zmiany obciążenia silnika mogą powodować generowanie subharmonicznych.

## Jakość energii elektrycznej
Poziom interharmonicznych w napięciu zasilającym wzrasta na skutek wzrostu zastosowań przemienników częstotliwości i
podobnych urządzeń sterujących. W pewnych przypadkach interharmoniczne, nawet o małych wartościach, powodują powstanie migotania światła lub powodują zakłócenia w pracy układów sterowania częstotliwości akustycznej.

Skutki obecności interharmonicznych:
- efekt cieplny
- oscylacje niskoczęstotliwościowe w systemach mechanicznych
- zaburzenia pracy lamp fluorescencyjnych i sprzętu elektronicznego
- interferencje z sygnałami sterowania i zabezpieczeń, występującymi w liniach zasilających
- przeciążenia pasywne filtrów wyższych harmonicznych
- interferencje telekomunikacyjne
- zakłócenia akustyczne
- nasycenia przekładników prądowych
- zmiany wartości skutecznej napięcia
- migotanie światła